# 罗西X射线计时探测器
罗西X射线计时探测器（英語：Rossi X-ray Timing Explorer，缩写为）是美国宇航局于1995年12月30日发射的一颗X射线天文卫星，目的在于探测X射线源的快速光变。它的特点是不能成像，但是具有良好的时间分辨本领、较宽的波段和较大的接收面积。
罗西X射线计时探测器上携带的主要科学仪器有：
- 正比计数器阵列（PCA），接受面积为6500平方厘米，能段范围2-60keV，时间分辨率达到了1微秒。
- 高能X射线计时实验（HEXTE），接收面积为2×800平方厘米，能段范围15-250keV。
- 全天监视器（ASM），能段范围2-10keV，灵敏度为30mCrab。

罗西X射线计时探测器在轨期间做出了一些列重要的发现，包括：发现了频率为千赫兹量级的准周期震荡；发现了X射线双星的自转周期；对天鹅座X-1的软X态暂现进行了观测；对伽玛射线暴的余辉进行了观测；观测到中等质量黑洞的候选天体M82 X-1。利用罗西X射线计时探测器的观测资料，人们还可以检测广义相对论预言的黑洞附近存在的时空拖曳效应。
探测器于2012年1月3日停止工作。